# 神里 (名古屋市)
神里（かみさと）は、愛知県名古屋市名東区の地名。現行行政地名は神里一丁目と神里二丁目。住居表示未実施。

## 地理
名古屋市名東区南部に位置する。東は野間町・高針一丁目・猪高町大字高針、西は名東本通・神丘町・西里町に接する。

## 歴史

### 町名の由来
当地が「山の神」と通称されることによる。

### 沿革
- 1967年（昭和42年）4月28日 - 千種区猪高町大字高針の一部により、同区神里一丁目および神里二丁目がそれぞれ成立する[1]。大廻間南部土地区画整理組合の換地処分による[4]。
- 1969年（昭和44年）5月30日 - 猪高町大字高針の一部を一丁目に編入する[1]。大廻間土地区画整理組合の換地処分による[4]。
- 1972年（昭和47年）7月20日 - 猪高町大字一社の一部を一丁目に編入する[1]。町田土地区画整理組合の換地処分による[4]。
- 1975年（昭和50年）2月1日 - 名東区編入に伴い、同区神里一丁目および神里二丁目となる[1]。
- 1974年（昭和49年）11月15日 - 猪高町大字高針の一部を一丁目に編入する[1]。瓶ノ井土地区画整理組合の換地処分による[4]。
- 1986年（昭和61年）2月9日 - 猪高町大字高針の一部を一丁目に編入する[1]。高針北部土地区画整理組合の換地処分による[4]。
- 2018年（平成30年）8月1日 - 名東本通5丁目と猪高町大字高針字大廻間の一部を一丁目に編入[WEB 6]。

## 世帯数と人口
2019年（平成31年）4月1日現在の世帯数と人口は以下の通りである。
| 丁目       | 世帯数  | 人口    |
| ---------- | ------- | ------- |
| 神里一丁目 | 185世帯 | 482人   |
| 神里二丁目 | 247世帯 | 612人   |
| 計         | 432世帯 | 1,094人 |

### 人口の変遷
国勢調査による人口の推移
| 2000年（平成12年） | 798人   | [ WEB 7 ]  |  |
| 2005年（平成17年） | 1,040人 | [ WEB 8 ]  |  |
| 2010年（平成22年） | 1,070人 | [ WEB 9 ]  |  |
| 2015年（平成27年） | 1,106人 | [ WEB 10 ] |  |

## 学区
市立小・中学校に通う場合、学校等は以下の通りとなる。また、公立高等学校に通う場合の学区は以下の通りとなる。なお、小・中学校は学校選択制度を導入しておらず、番毎で各学校に指定されている。
| 丁目       | 小学校                                    | 中学校                                      | 高等学校 |
| ---------- | ----------------------------------------- | ------------------------------------------- | -------- |
| 神里一丁目 | 名古屋市立高針小学校 名古屋市立名東小学校 | 名古屋市立高針台中学校 名古屋市立神丘中学校 | 尾張学区 |
| 神里二丁目 | 名古屋市立西山小学校                      | 名古屋市立神丘中学校                        | 尾張学区 |

## 交通
- 国道302号（名古屋環状2号線）[3]
- 愛知県道217号岩藤名古屋線（名東本通）[2]

## 施設
- 日本キリスト教団名古屋東教会[2]
- 神里公園[2]

## その他

### 日本郵便
- 郵便番号 : 465-0082[WEB 3]（集配局：名東郵便局[WEB 13]）。

### WEB
1. ↑  “愛知県名古屋市名東区の町丁・字一覧”.   人口統計ラボ. 2017年10月7日閲覧。
2. 1 2  “町・丁目(大字)別、年齢(10歳階級)別公簿人口(全市・区別)”.   名古屋市 (2019年4月22日). 2019年4月23日閲覧。
3. 1 2  “郵便番号”.  日本郵便. 2019年3月17日閲覧。
4. ↑  “市外局番の一覧”.   総務省. 2019年1月6日閲覧。
5. 1 2  名古屋市役所市民経済局地域振興部住民課町名表示係 (2015年10月21日). “名東区の町名一覧”.   名古屋市. 2017年10月7日閲覧。
6. ↑  “名古屋市名東区の一部で町名・町界整理を実施（平成30年8月1日実施）”.   名古屋市スポーツ市民局地域振興部住民課町名表示係 (2018年7月2日). 2020年11月20日閲覧。
7. ↑  名古屋市役所総務局企画部統計課統計係 (2005年7月1日). “（刊行物）名古屋の町(大字)・丁目別人口 (平成12年国勢調査) 名東区” (XLS). 2017年10月8日閲覧。
8. ↑  名古屋市役所総務局企画部統計課統計係 (2007年6月29日). “平成17年国勢調査　名古屋の町(大字)別・年齢別人口 名東区” (XLS). 2017年10月8日閲覧。
9. ↑  名古屋市役所総務局企画部統計課統計係 (2012年6月29日). “平成22年国勢調査　名古屋の町(大字)別・年齢別人口 名東区” (XLS). 2017年10月8日閲覧。
10. ↑  名古屋市役所総務局企画部統計課統計係 (2017年7月7日). “平成27年国勢調査　名古屋の町(大字)別・年齢別人口” (XLS). 2017年10月8日閲覧。
11. ↑  “市立小・中学校の通学区域一覧”.   名古屋市 (2018年11月10日). 2019年1月14日閲覧。
12. ↑  “平成29年度以降の愛知県公立高等学校（全日制課程）入学者選抜における通学区域並びに群及びグループ分け案について”.   愛知県教育委員会 (2015年2月16日). 2019年1月14日閲覧。
13. ↑  “郵便番号簿 2018年度版” (PDF).   日本郵便. 2019年4月23日閲覧。

### 文献
1. 1 2 3 4 5 6 7  名古屋市計画局 1992, p. 870.
2. 1 2 3 4 5  「角川日本地名大辞典」編纂委員会 1989, p. 1549.
3. 1 2  名古屋市計画局 1992, p. 659.
4. 1 2 3 4 5  名東区区制20周年記念事業実行委員会 1995, p. 84.